# Svetlana Baranova-Sodatova
Svetlana Baranova-Sodatova fue una deportista soviética que compitió en esgrima, especialista en la modalidad de florete. Ganó una medalla de plata en el Campeonato Mundial de Esgrima de 1962 en la prueba por equipos.

## Palmarés internacional
| Campeonato Mundial | Campeonato Mundial       | Campeonato Mundial | Campeonato Mundial  |
| Año                | Lugar                    | Medalla            | Prueba              |
| ------------------ | ------------------------ | ------------------ | ------------------- |
| 1962               | Buenos Aires (Argentina) | Medalla de plata   | Florete por equipos |